# Katholische Pfarrkirche (Balatonlelle)

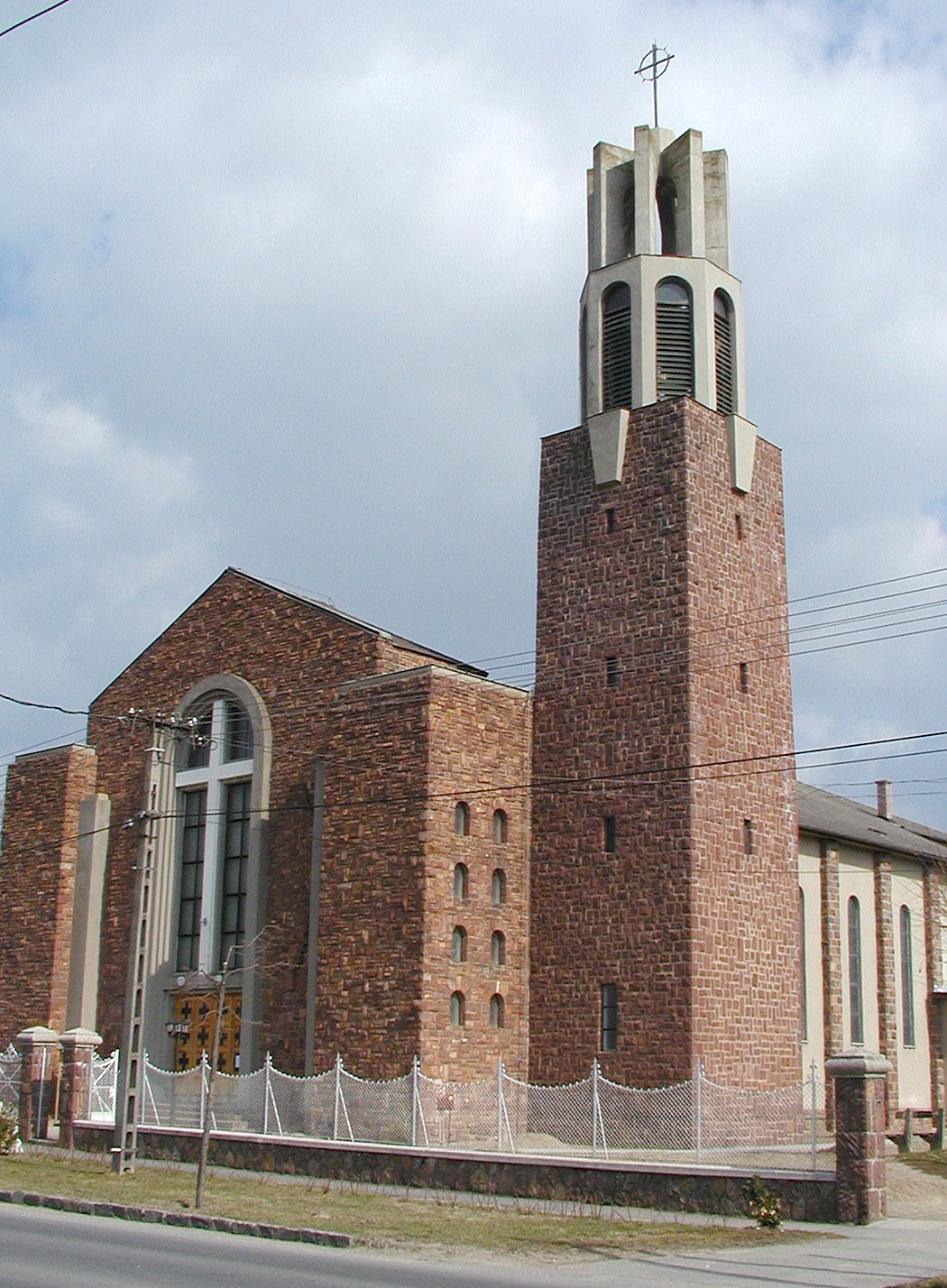
Katholische Pfarrkirche von 1943

Die katholische Pfarrkirche von Balatonlelle ist der Heiligen Dreifaltigkeit (Sanctissima Trinitas) geweiht und wurde im Jahre 1943 erbaut. Die Pfarrei Balatonlelle liegt im ungarischen Komitat Somogy. Kirchenrechtlich gehört sie heute zum Bistum Kaposvár. Seit März 2009 steht die Kirche unter Denkmalschutz.

## Geschichte

### Basilika St. Klemens
Die älteste Kirche von Balatonlelle wurde im Jahre 1055 in einem Stiftungsbrief erwähnt. Er bezog sich auf die Gründung der Abtei in Tihany und wurde von König Andreas I. erlassen. Darin wird eine Basilika St. Klemens erwähnt, die sich an der Kreuzung zweier wichtiger Wege, des „Insel-Weges“ (ung. „Sziget Szád“) und des „Großen Weges“ (ung. „Nagy út“) befand.
Über diese Basilika gibt es keinerlei Dokumente, sicher ist jedoch, dass sie an der gleichen Stelle errichtet wurde wie die heutige Kirche. Es ist durchaus möglich, dass sie bereits vor der Landnahme der Magyaren, etwa um das Jahr 865, errichtet wurde, als die Slawenapostel Cyril und Method mit den Gebeinen des Heiligen durch die Gegend kamen, um sie später Papst Hadrian II. als Reliquien zu verehren. Die Basilika St. Klemens wurde in den Urkunden in späterer Zeit mehrmals, zuletzt im Jahre 1466, erwähnt. Über das Aussehen der Basilika sind keinerlei Angaben überliefert, auch über den Baustil und ihre Größe ist nichts bekannt. Wahrscheinlich wurde sie in der Zeit, als dieses Gebiet von den Türken besetzt war (ab 1526 bis 1586), von den Muselmanen vernichtet.

### Zweite Kirche

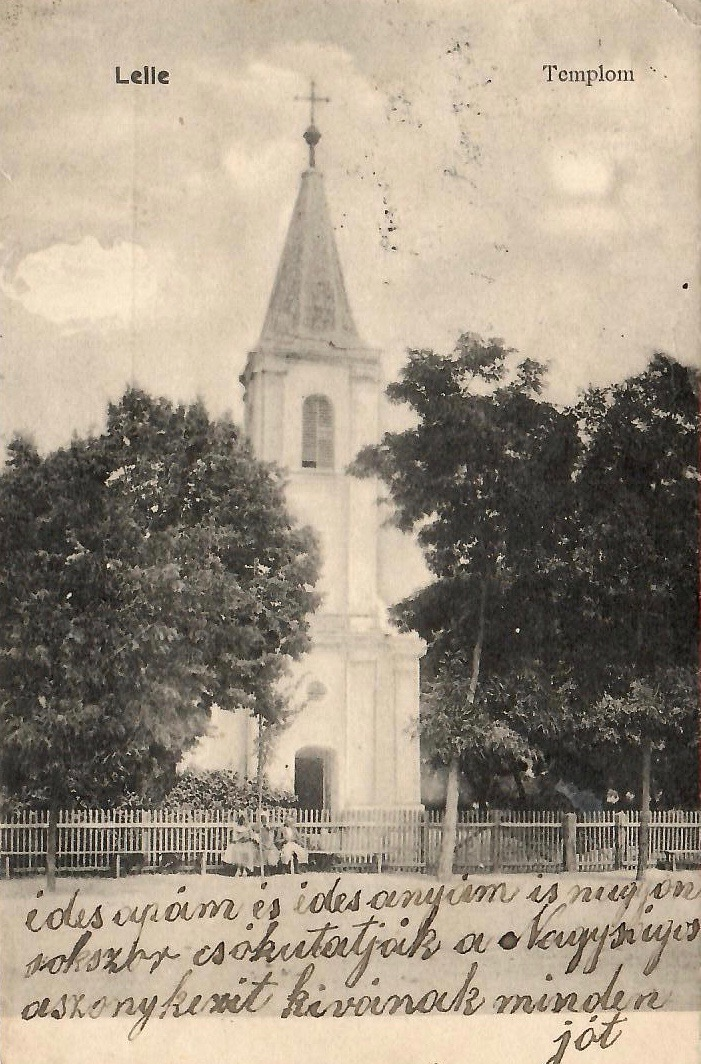
Die zweite Pfarrkirche im Jahre 1910 (wurde 1943 abgerissen und durch einen Neubau ersetzt).

Nachdem die Türken aus dem Königreich Ungarn vertrieben waren, gab es in Lelle sowie den Dörfern der Umgebung kaum noch Leben. Die Ortschaften waren größtenteils entvölkert. Deshalb verlief der Wiederaufbau nur sehr zögernd, das bezog sich auch auf den Bau neuer Kirchen. Ab 1720 wurde Lelle (oft auch als Lölle bezeichnet) kirchenrechtlich der Nachbargemeinde Látrány zugeschlagen. Die Anfangs gebaute bescheidene Kirche bestand aus Lehm, das Gotteshaus befand sich jedoch in dermaßen schlechtem baulichen Zustand, dass es unbenutzbar war. Daraufhin entschloss sich der damalige Patronatsherr der Gegend Baron György Majthényi mit Hilfe der Dorfbewohner von Lelle eine Kirche auf eigene Kosten zu bauen. Die Kirche entstand auf den Ruinen der ehemaligen St.-Klemens-Basilika. Das Presbyterium der alten Basilika wurde in den Bau einbezogen, der angebaute Turm war aus Holz. Majthenyi stiftete aus seinem Privatvermögen auch die Innenausstattung (Altar, Chor, Kanzel) waren ebenfalls aus Holz. Es wurde auch eine kleine Orgel mit 5 Registern eingebaut.
Die Weihe der Kirche erfolgte auf den Namen der Heiligen Dreifaltigkeit und wurde (vermutlich) von dem damaligen Pfarrer von Látrány Imre Gomba vorgenommen, der in späterer Zeit hier auch einmal im Monat die heilige Messe las.
1748 stiftete der Patronatsherr drei Glocken, (Heilige Dreifaltigkeit, 96 kg, Jungfrau Maria, 73 kg und St. Donatus, 33½ kg). Die Glocken wurden in Marcali am 11. Oktober 1748 vom damaligen Bischof von Veszprim Márton Bíró von Padány geweiht.
Wie eine spätere kanonische Visitation berichtete, ließ die Witwe des Patronatsherrn Julianna Sztrányai mit Hilfe der Dorfbewohner die Kirche 1756 gründlich renovieren und umbauen. Der Holzturm wurde abgerissen und durch einen Steinbau ersetzt. Zu jener Zeit fanden bereits an zwei Sonntagen im Monat heilige Messen statt, die aber nach wie vor vom Pfarrer von Látrány József Nagy zelebriert wurden.
In den folgenden Jahren fanden immer wieder Erneuerungen an der Kirche statt. Um die Mitte des 19. Jahrhunderts erwies sich die Kirche als zu klein. Deshalb wurde 1864 für einen Neubau der Kirche zu einer Spendenaktion aufgerufen. Da diese Pläne jedoch nicht realisiert werden konnten, entschloss man sich 1884 zu einer gründlichen Renovierung und teilweisen Erweiterung der Kirche.
Im Jahre 1921 gelang es der Gemeinde von Lelle nach schwierigen und jahrelangen Verhandlungen, sich von Látrány zu lösen und eine eigenständige Pfarrei zu bilden. Als erster Gemeindepfarrer wurde József Horváth ernannt. Er machte sich mit großen Ambitionen an die Arbeit. Bereits 1924 wurde auf seine Initiative ein neues Pfarrhaus neben der Kirche errichtet. Sein größtes Verdienst lag wohl darin, dass er unermüdlich einen Kirchenneubau vorantrieb.

### Dritte Kirche

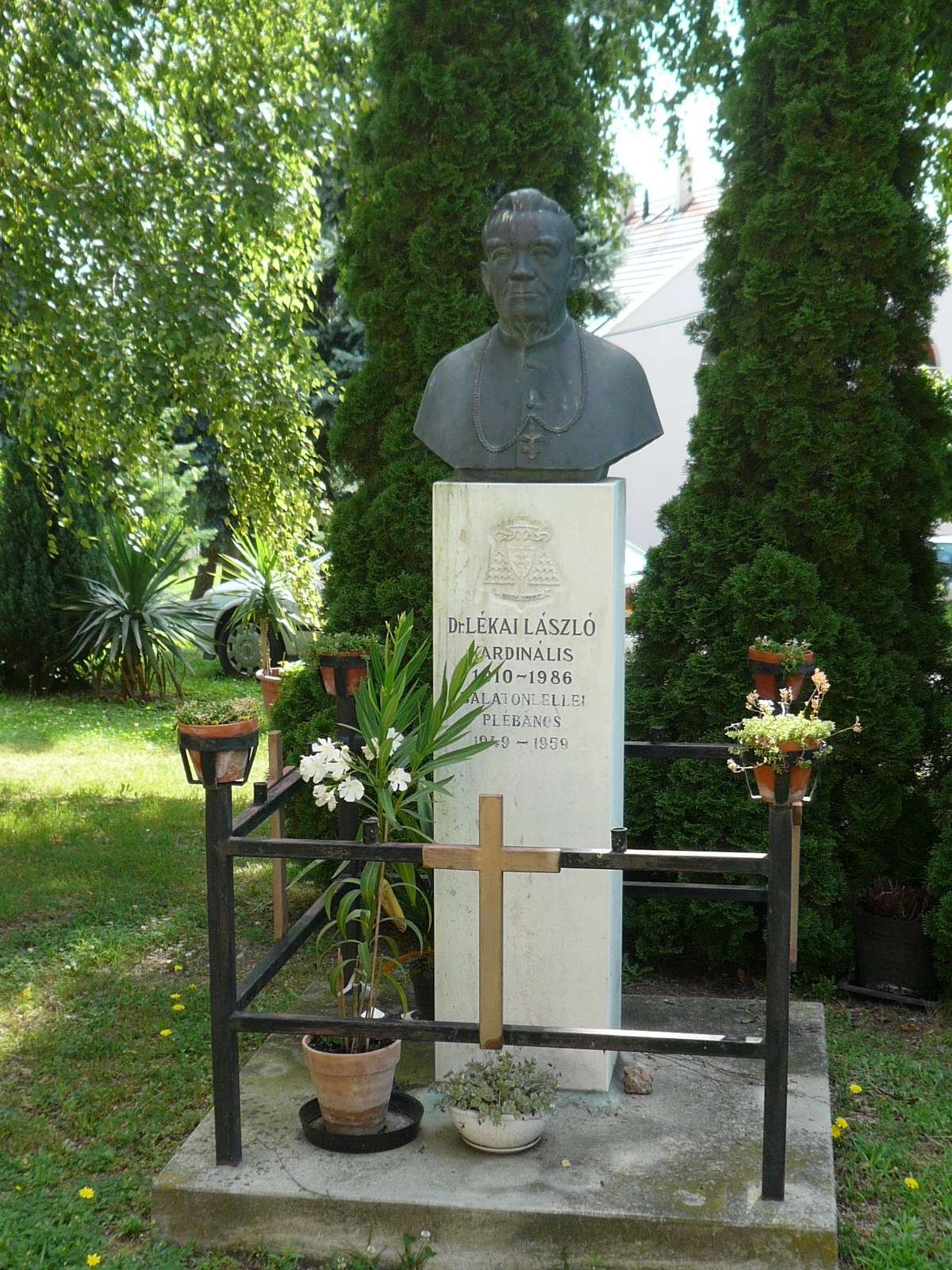
Denkmal von László Kardinal Lékai im Pfarrgarten der katholischen Pfarrkirche von Balatonlelle. Lékai war zwischen 1949 und 1959 Gemeindepfarrer in Balatonlelle.

In den 1940er Jahren erwies sich die alte Kirche aufgrund des rapiden Aufkommens des Tourismus am Balaton als zu klein. Man befolgte die Empfehlung des Gemeindepfarrers József Horváth und entschloss sich 1943 zum Abbruch des alten Gebäudes und zum Bau einer neuen Kirche.
In einen offenen Brief schrieb Dechant Horváth über den Kirchenneubau:
„Ich möchte in Balatonlelle für die kommenden Jahrhunderte solch ein Gotteshaus errichten, das auch in der Zukunft verkündet, dass diese Kirche in schwersten Zeiten mit Opferbereitschaft gebaut wurde, und das der Ortschaft Lelle zur Ehre und zukünftigen Besuchern stets als Trost und Erbauung dient.“
Mit der Planung wurde der Budapester Architekt Bertalan Árkay, ein Vertreter der „römischen Schule“, beauftragt. Für die Planung verlangte er kein Honorar.
Am 19. September 1943 erfolgte die feierliche Grundsteinlegung für die neue Kirche.
Die Kirche, die ebenfalls der Heiligen Dreifaltigkeit geweiht wurde, ist ein heller freundlicher Bau. Ihre Abmessungen sind: 35 m Länge, 17 m Breite, 9 m Höhe. Der 28 m hohe Turm wurde jedoch erst 1972 fertiggestellt. Unter der Kirche befindet sich eine Krypta, die seit 2009 als Urnenfriedhof genutzt wird.
Am 20. Mai 1944 mussten die Bauarbeiten wegen der Kriegseinwirkungen und aus Materialmangel eingestellt werden. Die Arbeiten konnten erst im Juni 1946 fortgesetzt werden.

Die fertigen Teile der Kirche wurden etappenweise eingeweiht: 1949 die Kanzel, am 10. Juni 1951 der Hauptaltar. An Weihnachten 1955 ist der Innenputz der Kirche beendet. 1969 wurden die Außenputzarbeiten abgeschlossen. 1972 war der Kirchturm vollendet.

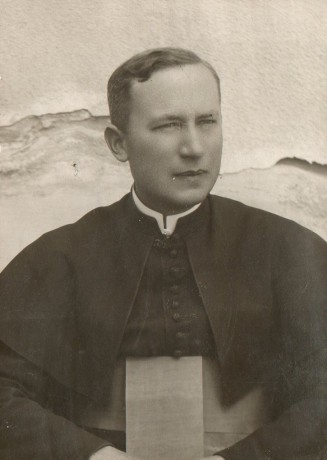
József Horváth (* 1888, † 1961), Dechant von Balatonlelle und Initiator des dritten Kirchenbaus.

Die Kirche verfügt auch über eine reiche Innenausstattung. Die Kanzel, die Jesus als den guten Hirten sowie die vier Evangelisten mit ihren Attributen zeigt, ist ein Werk der Künstlerin Lili Sztehló.
Das monumentale Altarmosaik Mariä Himmelfahrt hinter dem Hauptaltar ist ein Werk des ungarischen Malers Miklos Somsos. Im oberen Bereich des Mosaiks wird die Heilige Dreifaltigkeit mit der Mutter Gottes dargestellt. Darunter ist Papst Klemens (der Namensgeber der ersten Kirche) zu sehen. Flankiert wird er von den Figuren der Heiligen Cyrill und Method.
Im Jahre 1985 erhielt die Kirche eine neue Orgel, die an Pfingsten (26. Mai) eingeweiht wurde. Sie wurde nach Plänen des Orgelkünstlers Ferenc Gergely (* 1914, † 1998) von den Orgelbauer Friedrich Paulus errichtet. Die Orgel hat 29 Register und drei Manuale.
In der Kirche sind über 70 Buntglasfenster zu sehen, die zur Geschichte Ungarns in Bezug stehen. Es sind Werke der ungarischen Maler Lili Sztehló, János Pleidell und Lajos Bajcsy. Die Fenster wurden 1985 von dem Münchner Erzbischof Friedrich Kardinal Wetter geweiht.
1992 erhielt die Kirche eine dritte neue 125 kg schwere Glocke, die den Namen des Hl. Klemens trägt.
Am 9. August 1998 erfolgte die feierliche Konsekration der Kirche, die Apostolischen Nuntius Karl-Josef Rauber vorgenommen wurde. Daran erinnern die zwölf Holzkreuzen den Säulen.

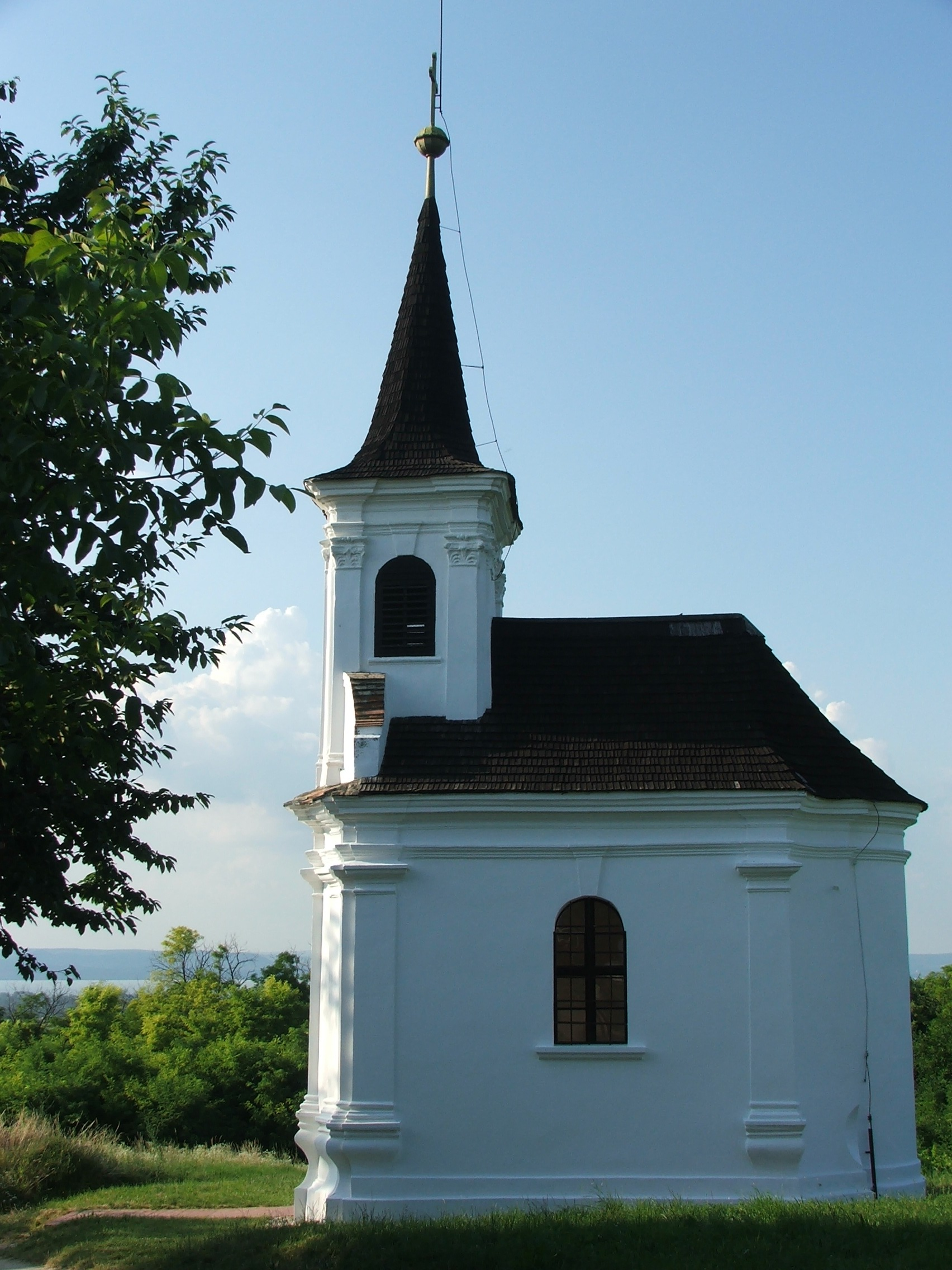
Barocke St. Donatus-Kapelle am Kleinen Berg (ung. Kishegy) bei Balatonlelle

Seit 2009 steht die Kirche unter Denkmalschutz.

### Die St.-Donatus-Kapelle auf demKleinen Berg(ung. Kishegy)
Der Kleine Berg ist eine etwa 300 m hohe Anhöhe südlich der Ortschaft Balatonlelle. Er bietet eine herrliche Aussicht auf den Plattensee. Seit altersher gibt es auf diesem Berg Weingärten. Da in Ungarn St. Donatus als der Schutzpatron der Winzer und des Weines angesehen wurde, gibt es hier den Jahrhunderte alten Brauch inmitten von Weinbergen entsprechende Kapellen zu errichten, die in der Regel diesem Schutzheiligen geweiht wurden.
Die genaue Erbauungszeit der barocken Donatuskapelle auf dem Kleinen Berg ist nicht bekannt. Aus einer kanonischen Visitation (1815) ist jedoch bekannt, dass die Kapelle vor dem Jahr 1784 errichtet worden sein muss, da für die Kapelle am 11. Oktober 1784 eine Glocke (gemeinsam mit der Weihe der Glocken der Pfarrkirche in Lelle) geweiht wurde. Im Jahr 1815 gehörte das Gebiet und somit auch die Kapelle dem Grafen Franz Széchenyi, der sich auch um den Erhalt und die Ausstattung der Kapelle kümmerte (am Altartisch ist heute noch das Széchényi-Wappen zu sehen).
Heute gehört die Kapelle zur Pfarrei von Balatonlelle. Einmal im Jahr, am Donatustag (7. August), wird in der Kapelle eine heilige Messe gefeiert.